# Église Saint-Louis de Paimbœuf
L'église Saint-Louis est un édifice religieux situé à Paimbœuf (Loire-Atlantique).

## Localisation
L'église est située sur la commune de Paimbœuf, dans le département de la Loire-Atlantique.

## Description
Le chœur de l'église abrite l'autel de l'abbaye Notre-Dame de Buzay, abbaye cistercienne fondée par Bernard de Clairvaux et incendiée pendant la Révolution française, lors des Guerres de Vendée, dont ne subsistent qu'une tour et quelques ruines non-valorisées.

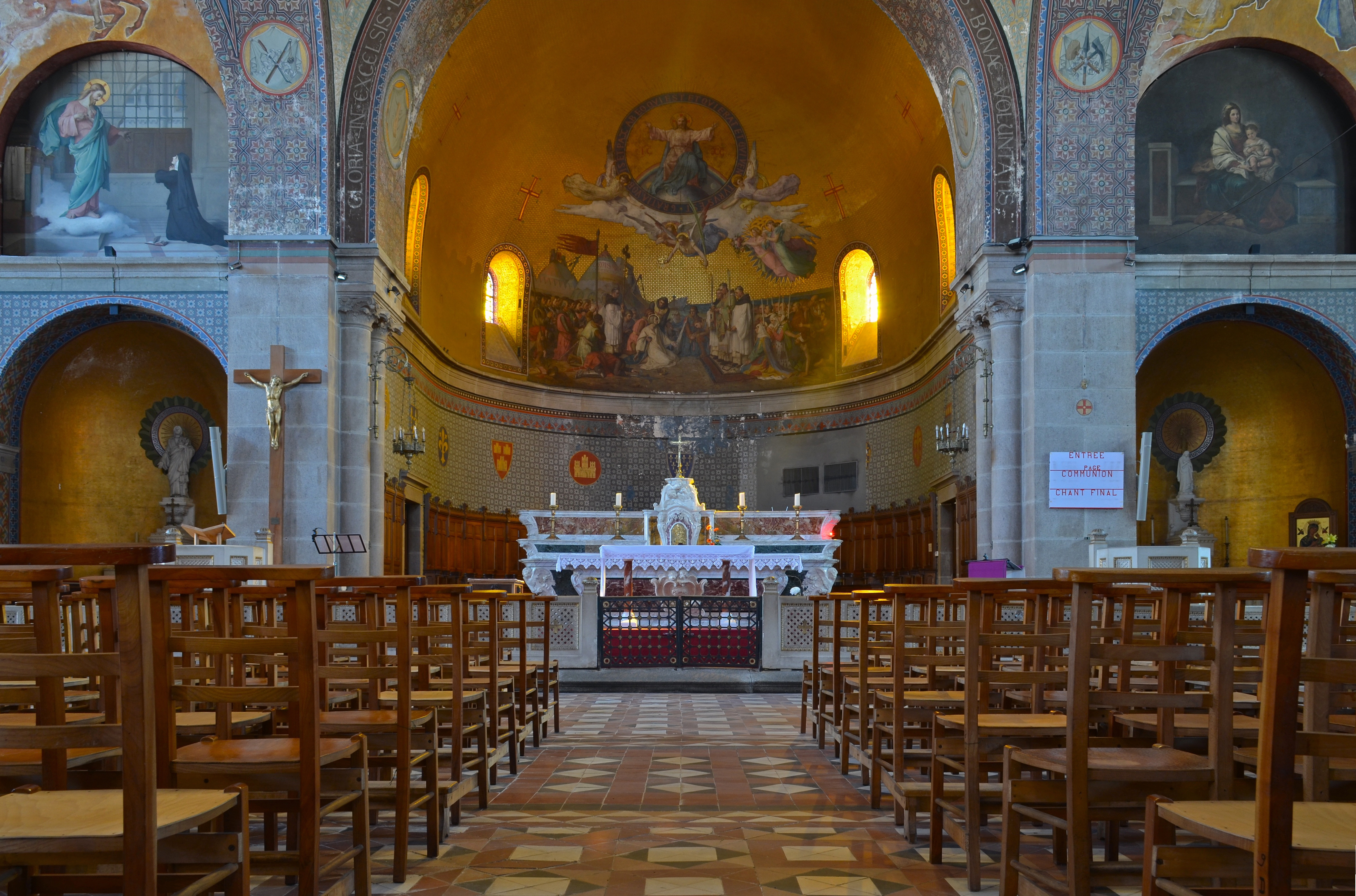
Chœur de l'église.

## Historique
Menés par les architectes Lucien Douillard (1829-1888) et Ludovic-François Douillard (1823-1896) pour la reconstruction de l'église originale, les travaux ont été réalisés de 1877 à 1879 puis de 1895 à 1913. L'église est décorée par le frère des architectes, le peintre Alexis Douillard (1835-1905), d'une composition murale, La Mort de Saint Louis, dont il exposa les cartons au Salon de 1884.
L’église est inscrite au titre des monuments historiques par arrêté du 1er septembre 2006.